# کرافورد (اکلاهما)
کرافورد، اکلاهما (به انگلیسی: Crawford, Oklahoma) یک محدوده ثبت‌نشده
```
در 
ایالات متحده آمریکا
 است که در 
شهرستان راجر میلز، اکلاهما
 واقع شده‌است.
[
۱
]
```